# ヨーク競馬場
ヨーク競馬場（ヨークけいばじょう、York Racecourse）はイギリスのノース・ヨークシャー州、ヨークにある競馬場である。
イギリスで最も公平なレースができる「イギリス最高の競馬場」と言われ、世界ランキング1位（2015年）のインターナショナルステークスやヨーロッパ最高賞金のハンデ戦イボアハンデキャップなどが行われる。

## 概要

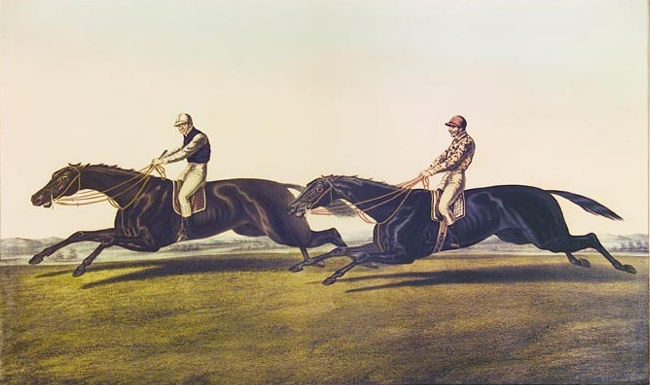
1851年の「グレートマッチ」はヨーク競馬場で行われた。

ヨーク競馬場がある場所はKnavesmire（ネーヴスミア）といい、しばしばこれがヨーク競馬場の異称として用いられる。ヨークでは古代から競馬が行われた記録があるが、ネーヴスミアでの競馬の確かな記録は1731年に遡り、ヨーク競馬場はこれを公式な創設年と称している。
ヨーク競馬場のあるヨーク地方はイングランドでも有数の競走馬の生産・調教が盛んだった地域で、イングランドでは競馬場の数が一番多い地方である。そのうちヨーク競馬場と近隣のドンカスター競馬場が特に重要な競馬場だったが、ドンカスター競馬場は18世紀後半にドンカスターカップやセントレジャーステークスといった大レースを創設して賑わっていったのに対し、ヨーク競馬場は落ちぶれていった。19世紀の半ばに競馬番組の大改革が行われ、イボアハンデキャップ、ジムクラックステークス、ヨークシャーオークスなど今でも行われている大レースが相次いではじまり、イングランドを代表する競馬場のひとつにのし上がった。とりわけ、1851年に行われたザフライングダッチマンとヴォルティジュールの「グレートマッチ」は、イギリス競馬史上最も有名なレースの一つとされている。
ヨーク競馬場の馬場はイングランドのなかでも幅が広く、カーブが少なく、道中はほぼ平らで、最後の直線走路も1kmほど（5ハロン）ある。そのため公平なレースができて、イギリスではしばしば「最高の競馬場」と賞賛されている。イギリス王室とも縁が深いことから、王立競馬場であるアスコット競馬場にみたてて「北のアスコット」と呼ばれることもあり、逆にアスコット競馬場を「南のヨーク」と称することもある。2006年には王室主催競馬のロイヤルアスコット開催がヨーク競馬場で行われた。
1972年にタバコ大手企業のベンソン&ヘッジスをスポンサーに据えて創設したベンソン＆ヘッジスゴールドカップは、初年度から無敗馬ブリガディアジェラードとダービー馬ロベルトの対戦カードを実現し、大変な話題を集めた。エリザベス2世もこの対決を観戦にやってきたが、国王がヨーク競馬場に来るのは339年ぶりだった。この大競走は1980年代にインターナショナルステークスと改称し、2015年には国際競馬統括機関連盟による世界ランキングで1位と評価され、「世界一レベルが高いレース」と公認された。

### 沿革
- 1731年 - ヨーク競馬が現在地に移る[2]
- 1754年 - イギリス初の観戦スタンドを建設[7]
- 1843年 - 開催の改革が始まる
- 1914-1918年 - 第一次世界大戦による中断
- 1940-1945年 - 第二次世界大戦による中断
- 1965年 - 5階建ての大観客席を新設
- 1972年 - ベンソン&ヘッジスゴールドカップ創設（後にインターナショナルステークスに改称）[2]
- 2005年 - 走路の大改修[2]
- 2006年 - ロイヤルアスコット開催を行う[7]
- 2008年 - イボア開催の拡充を行うが、大雨で中止
- 2015年 - インターナショナルステークスが「世界1位」になる[5]

## 走路と設備
ヨーク競馬場の創設以来、馬蹄形（C形）の2マイルの走路が用いられてきたが、ロイヤルアスコット開催を引き受けるのに先だって2マイル半のゴールドカップを行うため、2005年に改修工事を行って周回走路を新設した。2006年以降は一周約2マイルの周回路に3本の引き込み線があるという形状になっている。
競馬発祥国のイギリスでは、伝統的に自然の地形のままで競馬場が作られているため、多くの競馬場は歪な形でカーブが多く、激しい起伏や勾配がある。とりわけダービーを開催するエプソム競馬場は最も奇抜なコースで、最大130フィート（約40m）もの高低差に急カーブの連続、おまけに最後の直線は傾いており、不公平で危険な競馬場だと言われている。これらに較べると、ヨーク競馬場の走路は、最後の直線がわずかに登っている以外はまったく平らで、最長2マイルのレースをやっても途中に2回しかカーブがなく、幅も広い。全ての競走馬が能力を正しく発揮することができ、公正な競馬ができる最良の競馬場だと評されている。

### 外国での評価
アメリカでは、ヨーク競馬場が平坦であること、左回りであることから、ヨークで好走した馬がアメリカやカナダの競馬にも適性があるとみる向きもある。実際には北米でもかなり長い直線走路を持つウッドバイン競馬場ですらヨーク競馬場の半分ほどしか直線の長さがないのだが、ヨーク競馬場はイギリスの中でもレベルが高いともみられていて、ヨーク競馬場のリステッド級のレースで好走したぐらいのものをアメリカへ連れて行くと大活躍する、ということが時々起きる。
左回り、平坦コースという観点で日本の東京競馬場に似ているという者もいる。東京競馬場のジャパンカップではヨーク競馬場での好走馬がしばしば招待されている。1984年の2着馬ベッドタイム、1986年の優勝馬ジュピターアイランドなどのほか、ゴールドアンドアイボリー、ムーンマッドネス、アルワウーシュ、テリモン、ベルメッツ、ユーザーフレンドリー、ピュアグレイン、シングスピール、ストーミングホーム、ウォーサン、パワーズコート、ジョシュアツリー、イズリントン、シックスティーズアイコンなどが、ジャパンカップ招待前にヨーク競馬場の大レースで好走した実績がある。このほか、日本で種牡馬として成功したダイハード、パーソロン、プリメラはイボアハンデの勝ち馬で、2015年には日本馬グレイトジャーニーの産駒がヨーク競馬場のロンズデールカップを制している。

### 施設
イギリスの競馬はもともと自然の野山に設けた走路で行っており、観客の貴人は馬上から、庶民は地べたで観戦していた。ヨーク競馬場では1753年に貴人用の観客席を作ろうという計画が持ち上がり、2代ロッキンガム公爵が1250ポンドを拠出して建設することになった。ジョン・カー(John Carr)という建築家の設計によって、1年がかりで観戦スタンドが完成した。『Racecourse Architecture』に拠れば、これは競馬場の観戦スタンドとしてはイギリス史上初であるばかりでなく、近代建築で建てられたスポーツ観戦施設としては世界初のものだった。これ以降、この観客席を手本にイギリス各地の競馬場にスタンドが建てられていき、ジョン・カーもそのいくつかを手がけた。当時の「ジョン・カー・スタンド」は増改築を行いながら今も使われている。
競馬場ではその後も次々と観客席を増やしており、第一次世界大戦後の復興を行ったジェームズ・メルローズ（James Melrose）の名を冠したエドワード朝スタイルのメルローズ・スタンド（1989年完成）や、ネーヴスミア・スタンド（1996年完成）、イボア・スタンド（2003年完成）などが追加されている。初めて競馬場にカラーテレビを整備した競馬場でもある。
一方、競馬場はもともとウーズ川（Riv.Ouse）岸の湿地につくられたため、排水に難がある。2006年にロイヤルアスコット開催をやったあと、2年がかりで排水の改良工事を行った。毎年8月のイボア開催はヨーク競馬場で1年一番大きな開催で、2008年のイボア開催に合わせて改修をおこない、日程を拡大して大掛かりなリニューアル開催を予定していた。ところがその直前の大雨でウーズ川が氾濫、ヨーク市内で洪水となり、競馬場も冠水して競馬開催が中止になった。このため2008年夏のヨーク競馬場のレースは中止や別の競馬場で行われたものがある。

## 主な開催とレース
19世紀には障害レースが行われた時期もあるが、現在は平地競走のみを施行している。最大の開催は8月の「イボア開催（イボアフェスティバル）」で、これに次ぐのが5月の「ダンテ開催」である。このほか、6月、7月、9月、10月に競馬開催日がある。

### ダンテ・フェスティバル
ダンテ・フェスティバル（Dante Festival）は例年5月に行われる3日間の開催である。6月初旬のダービーステークスの有力な前哨戦の一つであるダンテステークスのほか、ムシドラステークス、ヨークシャーカップなどが行われる。
- ダンテステークス(G2) - 3歳馬の中距離戦。ダービーの重要な前哨戦の一つ。「ダンテ」はヨーク州から出た20世紀で唯一のダービー勝馬である。[2][8][31]
- ムシドラステークス(G3) - 3歳牝馬の中距離戦。オークスの重要な前哨戦の一つ。「ムシドラ）」は第二次世界大戦後、ヨーク州から出た最初のクラシック優勝牝馬で、1000ギニーとオークスに勝った馬である。[2][8][31]
- ヨークシャーカップ(G2) - 古馬の長距離戦。ゴールドカップやグッドウッドカップに連なるカップ戦の前哨戦。[31]ブリティッシュチャンピオンシリーズの長距離部門の第1戦。
- デュークオブヨークステークス(G2) - 3歳以上のスプリント戦。
- ミドルトンステークス(G2) - 古牝馬の中距離戦。

### 7月開催
|                                          |
| ジョンスミスズのマグネットのロゴマーク。 |

7月開催で特に有名なのは「ジョンスミスズカップ」である。これはビール醸造メーカーのen:John Smith's Breweryがスポンサーになって行われるもので、当日の全レースが「ジョンスミスズ」の名を冠して行われる。「ジョンスミスズ」はヨーク競馬場に近いタドカスター(en:Tadcaster)の醸造会社で、「マグネット」ビールのブランドでも知られている。同社はグランドナショナルのスポンサーをしていた時期もある。ジョンスミスズカップは1960年の創設時から1997年まで「マグネットカップ」の名で行われてきた。これはイギリスの平地競馬では初めてスポンサー名をレース名に使った競走だった。同社は1990年代のCMが当たってイギリス16位から1997年に4位のブランドに成長した。翌1998年からレース名が「マグネットカップ」から「ジョンスミスズカップ」に改称した。2015年も行われており、1社によるスポンサー競走としてはイギリスで一番長く続いているレースでもある。1984年のジャパンカップでカツラギエースに次ぐ2着に入ったベッドタイムはマグネットカップの優勝馬だった。ハンデ戦なのでグループ格付けを受けていないが、2015年の賞金は15万ポンドで、ヨーク競馬場のG2戦と同額である。

### イボア・フェスティバル
イボアフェスティバル（イボア開催 (Ebor Festival) ）は例年8月に行われ、ヨーク競馬場で最も有名な開催である。この開催ではインターナショナルステークス、ヨークシャーオークス、ナンソープステークス、シティオブヨークステークスの4つのG1競走などが行われる。
- インターナショナルステークス(G1) - 「世界ランク1位」の中距離G1戦。[2]
- ヨークシャーオークス - 牝馬限定のG1競走。1990年までは3歳牝馬限定だった。[2][1][36]
- ナンソープステークス - 5ハロン（1006m）の短距離G1戦。「ナンソープ」は競馬場に隣接する地名。[2][36]
- シティオブヨークステークス - 7ハロンのG1競走。
- イボアハンデキャップ - 1843年から続く名物レース。ハンデ戦のためグループ格付けは受けていないが、賞金額はハンデ戦としてはヨーロッパ最高額。ハンデ戦で荒れるために馬券の売上はトップクラス。[2][1]
- ジムクラックステークス - 1846年創設の2歳戦。G2ながら賞金はG1ミドルパークステークスより高く、優勝馬の馬主が年末の晩餐会で最初にスピーチを行う伝統がある。[2][1][36]
- ロウザーステークス - 2歳牝馬のG2戦。5代ロンズデール伯爵ヒュー・ロウザーから。[36]
- ロンズデールカップ - 3歳以上の長距離G2戦。「ロンズデール伯爵」は代々、ヨーク競馬場の運営に尽力している。
- グレートヴォルティジュールステークス - 3歳牡馬のG2戦で、翌月のセントレジャーステークスの前哨戦になっている。現在のレース名になったのは第二次世界大戦後からだが、同じ条件のレースは19世紀から「グレートヨークシャーステークス」の名で行われてきた。1840年代の改革で一気に賞金を250倍に増やし、ヨーク競馬場の再生の原動力になった。[37][1][36]
- エーコムステークス - 2歳馬の7ハロン戦。近年G3に昇格。「エーコム」は競馬場近くの地名で、1633年にチャールズ1世が臨席した競馬の開催地。[38][39]

## 小史

### ヨーク史概観
ジョージ6世の「ヨークの歴史はイングランドの歴史である」という言葉に象徴されるように、ヨークにはイギリス史が凝縮されている。
ヨークは古代ローマ時代にウーズ川の畔に建都された城塞都市である。先住民を追い払って征服したローマ人は「ブリタニア」を南北2つに分割し、南の「上ブリタニア州(Britannia Superior)」の州都を「ロンデニウム（ロンドン）」、北の「下ブリタニア州(Britannia Inferior)」の州都を「エボラクム（ヨーク）」に置いた。「エボラクム」の語源には諸説あるが、「エボラ（毒矢の材料になるイチイのこと）」＋「クム（場所）」とするのが一般的である。ヨーク競馬場の「イボア開催」や「イボアハンデ」の「イボア」は「エボラ－クム」の「Ebor-」を英語風に発音したものである。エボラクムは北の「カレドニア（スコットランドの古名）」の異民族に備えるための最前線基地で、ローマ軍団が駐屯していた。
5世紀のはじめにゲルマン民族の大移動の影響でローマが衰退して、ローマ人が去ると、かわってイングランドにやってきたのがアングル人やサクソン人である。彼らはいくつかの王国を作り、七王国時代と呼ばれる中世の戦国期にはいった。ヨークはノーサンブリア王国の王都になった。しかしやがてバイキング（デーン人）が侵入してこれらの王国も衰えた。11世紀に入ると今度はノルマン人がやってきて王位を奪い、全土を制圧した（ノルマン・コンクエスト）。王はイングランドを教化するにあたり、北にヨーク大聖堂、南にカンタベリー大聖堂を置き、全土を2分して治めさせた。
ヨークは支配者が変わる度に町の呼び名が変わっていった。「エボラ・クム」はサクソン風に「エオフォ・ウィク」となり、そのあとデーン風の「ヨルヴィーク」となり、ノルマン風の「ヨーク」に落ち着いた。15世紀の薔薇戦争では「白薔薇」のヨーク家の中心地となった。イギリス王室では伝統的に「第二王子」がヨーク公（デュークオブヨーク）を名乗ることになっており、政治、宗教、軍事、文化、商業の観点でヨークは長い間「イギリス第二の都市」だった。近代に入ると産業革命によって各地に新興都市が発展し、ヨークは「第二の都市」の座を失い、「古都」となっていった。

### ネーヴスミア以前
208年にはローマ皇帝セプティミウス・セウェルスがエボラクムを訪れ、いまの競馬場のあたりで競馬（戦車戦競技）を開催した。この史実をもって「イギリス競馬の発祥の地」とする歴史家もいる。
16世紀頃から現代競馬に直接繋がるヨークでの競馬開催の記録が散見されるが、それらはヨーク近くの別の場所で行われていた。16世紀の歴史家ウィリアム・カムデンは著書『Britannia』のなかでヨークの競馬に言及している。これによると、ヨークの北の森に古くからの常設の競馬場があり、いつも大観衆を集めて巨大な賭けが行われていた。当時は競馬の賞品は銀の鈴が定番だった。
17世紀には1633年にチャールズ1世がヨークを訪れ、「エーコム野(Acomb Moor)」の競馬に臨席したという記録がある。しかし、このあとイギリスでは清教徒革命があり、競馬を堕落・悪徳とみなしたピューリタンはイギリス中の競馬場や牧場を破壊してまわった。オリバー・クロムウェルも軍を率いてチャールズ1世の王立牧場を徹底的に略奪してまわり、名馬を全て自分のものにしてしまった。革命後、ピューリタンはイギリス全土に競馬禁止令を出したが、これは実際には全く守られなかった。
王政復古後、各地で競馬が再興されたが、チャールズ2世と側近たちがフランス亡命時代に獲得した馬術の知見によって、再興された競馬は革命前よりも飛躍的に進化したとされている。その一つが競馬の共通規則が制定・全土に公布されたことで、しばしばこれをもって「近代競馬の始まり」とする。ヨークで初めてこれが実施されたのは1709年9月21日で、この日のレースのために当時のヨーク市長は自費でウーズ川に石橋を架け、スタート地点や標識を整備した。アン女王はこのレースに100ポンドの価値がある金杯を下賜した。国王から100ポンドの賞品・賞金が出るレースを「王室競走（ロイヤルプレート）」や「クイーンズプレート」「キングスプレート」などと呼ぶが、当時はこれが与えられる競馬場はイギリス全土で11箇所に限られていた。
これ以来、このヨークの競馬は毎年行われ、1711年にはアン女王の馬がヨークの競馬に出走、1713年には女王が競馬場に臨席した。翌1714年の開催では、当時はまだごく高貴な人物だけに限られていた馬車が「少なくとも156台」も集まった。この年には女王の馬が賞金40ポンドのレースで優勝したが、レースの翌日に女王が崩御したため、勝利のニュースは女王に届かなかった。

### ネーヴスミア競馬場の創始
これらの競馬はヨークの町の北側のウーズ川周辺の土地で行われていた。時期や事情は様々な異説があって定まらないが、1731年に町の南側のネーヴスミアで競馬が行われた、ということははっきりしている。1730年以前にもネーヴスミアで競馬が行われていたとか、従前の開催地は地主と揉めて開催できなくなったとか、1730年のウーズ川の氾濫で以前の場所が使えなくなったとか、当時の文献も情報が錯綜しており、正確な事情はわかっていない。いずれにせよ、1731年を境に町の北側の競馬は行われなくなり、いまのヨーク競馬場があるネーヴスミアで競馬が行われることになった。
ネーヴスミアはヨークの南側のウーズ側沿いに広がる湿地だった。古代にはこのあたりまで海とつながった水域か低湿地帯だったともされている。「Knavesmire」は「knaves」＋「mire」＝「貧しい牛飼いが牛を放牧する湿地」というような語源をもつとされている。かつてヨークとロンドンを結ぶ街道があり、その街道はこのネーヴスミアを通っていた。ヨークで罪を犯して逃げようとしても、この沼地でもたもたしている間に捕まってしまう場所で、中世から罪人の公開処刑や磔刑が行われる場所だったとされている。
ネーヴスミア競馬の開催初日は1731年8月16日である。ヨーク競馬はこの時以来ずっと8月がメイン開催だが、それはヨーク州の巡回裁判がヨークでは8月に行われるからである。裁判で死刑になった罪人が引き出され、最初にレースの前に絞首刑が見世物として行われる。これは多くの競馬場で19世紀まで行われていた慣習で、観客を惹きつける重要なイベントのひとつだった。絞首刑の場所は今の2マイルコースのスタート地点にあり、「3本脚の牝馬」と呼ばれる3本の立木に板を渡して作った台のうえで行われていた。巡回判事、町の名士、そして大観衆の前で3人の強盗犯の絞首刑が行われ、それが済むと「キングスプレート」競走がスタートするのだった。
ヨーク競馬場で公開処刑された罪人のなかで一番有名なのがディック・ターピンである。ターピンはロンドンとヨークを結ぶ街道を荒らしまわり、10年近くにわたってあちこちで殺人、強盗、馬泥棒を繰り返していた犯罪者である。ターピンの公開処刑は1739年に行われた。ターピンは数々の小説、戯曲、絵画の題材になった。競馬場での絞首刑は1801年まで続いたが、それ以降は刑場が別の場所になったために競馬場では行われなくなった。（詳細はen:Dick Turpin参照。）

### ソーントン夫人のマッチレース
1804年8月25日にヨーク競馬場に10万人の観客を集めて行われたマッチレースは、史上最も有名なレースのひとつとされている。
マッチレースに乗る一方の当事者はアリシア・ソーントン夫人(Mrs.Alicia Thornton)といい、22歳の美しい女性である。女が本物の競馬場でマッチレースをやる、という話はイギリス中の関心を集め、8月25日のレース当日には10万人が押し寄せた。ジムクラックやエクリプスが走った時の10倍もの観客だったという。あまりにも観客が多かったので急遽、第6軽騎兵隊が招集されて警備に当てられた。観客の賭けの総額は20万ポンドに膨れ上がり、事前の試走で夫人が完全な全力疾走をさせることができることがわかると、夫人のほうが人気になった。
ソーントン夫人の対戦相手はウィリアム・フリント大尉といい、夫人の姉の夫、義理の兄である。二人は普段から一緒に馬に乗って猟に出かける間柄だったが、ある時どちらの馬が早いかをめぐって言い争いになり、それでは競走してみようということになった。2回対戦して2回ともソーントン夫人が勝った。フリント大尉は、ちゃんとした競馬場で金をかけて勝負しようと言った。フリント大尉はソーントン夫人が怖気づくと踏んでいたが、ソーントン夫人はその勝負を受け、ヨーク競馬場の2マイルコースで争うことになったのだった。
スタート地点に現れたソーントン夫人は、ヒョウ柄と黄色の乗馬服に青い袖のシャツを着て、帽子も青で揃えた艶やかな姿で、競馬場の観客を魅了した。これに対してフリント大尉は全身真っ白の冴えない格好だった。土壇場になって、フリント大尉はソーントン夫人に貴婦人向きの「横乗り」で乗るように要求した。それだと利き腕で鞭を扱えなくなるが、ソーントン夫人は要求を受け入れてその場で横乗り用の鞍につけかえて勝負に臨んだ。スタートするとソーントン夫人が先行し、残り1マイルのあたりでフリント大尉が仕掛けて先へ出た。ソーントン夫人が自分の馬を追いだそうとした途端、鞍がはずれて人馬ともに転倒した。フリント大尉は落馬した夫人を助けようともせずにゴールして勝負に勝った。夫人の方は怪我もなく、心配して駆けつけた観客にジョークを飛ばして笑わせた。
このレースの数日後、ソーントン夫人は何者かが横乗り用の鞍に細工をしていたこと、スタート間際になって急にフリント大尉が横乗りを要求したことは不当だと言って新聞に訴え、再戦を申し込んだ。フリント大尉のほうは逆に、ソーントン夫妻が負けたのに賭け金を払わないと言って訴えた。大尉の言い分では、事前に取り決めた賭け金は1500ポンドだったと主張し、ソーントン夫人の夫が500ポンドしか支払わず、残りの1000ポンドが未払いだと言った。ソーントン氏は、「1500ポンド」というのは観客を集めるために吹聴しただけで、実際は500ポンドの約束だったと主張した。ソーントン氏は、1500ポンドもの大金を賭けるわけがないだろう、冗談に決まってるだろうと言ったが、これは世間の顰蹙をかった。
結局両者の再戦は実現しなかったが、かわりにブロムフォード氏という男性がソーントン夫人と勝負したいと現れた。ブロムフォード氏の出した条件は2マイルの2回戦で、1走目と2走目は別の馬に乗るというものだった。ソーントン夫人がこの勝負を受け、1805年の夏にヨーク競馬場で再びソーントン夫人のマッチレースが実現した。賭けられたのは全部で金貨1100枚とフランスワインの大樽4つ（金貨2000枚相当の値打ちがある）だった。前年同様の大観衆が集まった。
スタートの直前になってブロムフォード氏は尻込みして、騎乗をとりやめた。ソーントン夫人は1頭で2マイルを完走し、1戦目に勝った。ブロムフォード氏は2戦目の騎手に代役を立てたが、ブロムフォード氏が連れてきた騎手はフランシス・バックル騎手といい、19世紀のイギリス最高の騎手である。バックル騎手はイギリスのクラシックレースを27勝し、この記録は150年以上破られなかったという人物で、ソーントン夫人のマッチレースに臨んだ時点で既にダービー3勝をあげていた。ソーントン夫人はこの恐るべき対戦相手にも怯まずレースに臨んだ。この年も夫人は「横乗り」で騎乗し、ゴール前では2頭が並んで叩き合いになり、首の上げ下げでゴールした。判定は短首差でソーントン夫人の勝利だった。当時の新聞『タイムズ』は「公式競馬での女性の勝利は史上初で、完璧な騎乗とともに、永久に語り継がれるだろう」と報じた。女性騎手の公式戦での勝利記録は1943年までソーントン夫人が唯一のものだった。（ただし、このレースでバックル騎手は夫人よりも約22kg重かったことも付け加えておく。）
しかしレースの後には不名誉な逸話が残っている。観客に囲まれて勝利に湧く夫妻の前にフリント大尉が現れ、1000ポンドを払えと迫った。ソーントン氏はにべもなく断ったが、フリント大尉は公衆と夫人の面前でソーントン氏を口汚く罵ったうえ、持っていた鞭でソーントン氏を打った。フリント氏はその場にいたヨーク市長の命で侮辱罪と傷害罪で逮捕され、獄中で自殺した。ソーントン氏は後に夫人を残したままフランスへ渡り、愛人を作って二度と帰ってこなかった。しかも愛人に全財産を譲ると遺言して死んだため、夫人には何も遺されなかったという。

### ヨーク競馬場の零落
こうした話題のある競馬場ではあったが、ヨーク競馬場はしだいに人気も評判も落ちていった。ヨーク競馬場ができた頃から既にイギリスでは競馬専門誌が刊行されていて、全国のレース結果を掲載していたが、ヨーク競馬の結果はこれには掲載されなかった。同誌では「賞金10ポンド以下のレースは掲載しない」という決まりがあったので、ヨーク競馬場の賞金はそれ以下だったのだろうと考えられている。イギリスではたびたび競馬の賞金の最低額を定める条例が定められていて、1740年には「最低50ポンド」と決められていたが、これを下回っていたものと考えられている。18世紀後半にはお隣のドンカスター競馬場でドンカスターカップやセントレジャーなどの高額大競走が行われるようになって大変な賑わいだったのに対し、ヨーク競馬場ではいつまでも旧時代的な何マイルもの長距離戦で重い負担のレースばかり、しかも何回戦も行うヒート競走で、しかも賞金が低かった。当時は競走馬が競馬場から競馬場へ移動するのも徒歩だったから、消耗の大きなレースは敬遠されていった。19世紀に入ると、さらにヨーク競馬場の価値は落ちていった。1840年代にはダービーの1着賞金は5000ポンドに届く勢いだったのに、ヨーク競馬場ではいまだに1着100ポンドのキングスプレートが目玉レースという有様だった。ある年の開催では2日間で4レースしかなく、やってきた競走馬は全部で9頭しかいないという惨状に、当時の専門誌には「落ちぶれたヨーク競馬が行われたが、特に書くことはない」とまで酷評された。1751年に始まった「グレートサブスクリプションステークス」という競走があり、「サブスクリプション」というのは「登録」を意味し、たくさんの登録馬から集めた登録料を売りにしたレースのはずだったのだが、1830年頃には完全に前時代的な施行条件になっていて、登録馬が2、3頭しかいなかった。専門誌には「『グレート』?どこが?『サブスプリクション（登録馬）』?どこに登録馬が？もうやめたら?」とか「主催者は観客に謝るべきだ」などと書かれている。あるレースでは出走馬が2頭だけで、1頭が途中で走るのをやめてしまい、それで決着がついたというものもあった。競走馬セリの最大手タタソールズの創業一族の一人、ジョージ・タタソールは自著のなかで毎年の各競馬場の様子を詳述しているが、1840年には「ヨーク競馬場については割愛する」とだけ書き、翌年からはヨーク競馬場には言及すらしなかった。

### 1840年代の大改革
競馬場では新たにジョン・オートン(John Orton)というヨークの商人を招聘し、改革を任せることにした。オートンはイギリス各地の競馬場の運営に携わった実績があるとともに、商才に長けた人物だった。
オートンはまず、以前から行われていた「グレートヨークシャーステークス」という名前の小レースをクラシックスタイルに変更した。ダービーステークスやセントレジャーと同じようにレースの2年前からクラシック登録料をとって馬を集め、これに競馬場の基金からも賞金を拠出する方式に変えた。このレースは3歳馬用で、負担重量もダービーと同じ、距離はセントレジャーとほぼ同じ13/4マイル、施行時期はセントレジャーの数週間前の8月に行うこととした。当時は歩いて競馬場を移動していたから、セントレジャーを開催するドンカスター競馬場に近いヨーク競馬場で行うこのレースは、時期も距離も負担重量もぴったりだった。わずか2年前のこのレースでは数頭しか集まらずに賞金総額60ポンドだったのに、この改革によって140頭の登録馬が集まり、賞金は1500ポンドほどにまで跳ね上がった。改革1年目の1843年のレースで2着にきたナットウィズという馬が翌月のセントレジャーに勝った。
もう一つの目玉がイボアハンデの創設で、これは初めての全国規模のハンデ戦となり、高い賞金にひかれて54頭以上の登録馬を集めた。が、そのうち39頭は出走を取りやめた。出走馬が減ったのはアリスホーソン（Alice Hawthorn）という牝馬が出走すると言ったからである。アリスホーソンは既にチェスターカップに勝っている強い馬で、60kgのハンデでも出走してきた。しかし結果的にはアリスホーソンは敗れ、50kgの斤量で勝った馬が賞金の650ポンドあまりを獲得し、ハンデ戦ならではの魅力が宣伝される格好になった。アリスホーソンは後にダービー馬で種牡馬チャンピオンのソーマンビーを産んでいる。ジョージ・タタソールは1844年に「ヨークに輝きが復活した」、1845年には「昨年をさらに大きく上回った」と評している。
オートンはこのあとまもなく死んでしまったが、ヨーク競馬場ではすぐにジムクラックステークスやヨークシャーオークスを新設してますます人気となり、イングランドを代表する人気競馬場となった。特に1851年のヴォルティジュール対ザフライングダッチマンの「グレートマッチ」は「イギリス競馬史上最も有名なレース」とまで言われるものであり、ヨーク競馬場の名声を決定づけた。